# 山田優 (フェンシング選手)
山田 優（やまだ まさる、1994年6月14日 - ）は、日本の男子フェンシング選手。種目はエペ。
2021年開催東京五輪男子エペ団体金メダリスト。2024年パリ五輪男子エペ団体銀メダリスト。2025年フェンシング世界選手権男子エペ団体金メダリスト・個人銅メダリスト。アジア大会の男子エペ団体で2大会（2018年ジャカルタ・2022年杭州）連続金メダル。
三重県鳥羽市出身。日本大学卒業。Team SSP所属。元幹部自衛官（2等陸尉、自衛隊体育学校所属）。

## 経歴
小学2年からフェンシングを始め、中学でフルーレからエペに種目を転向した。三重県立鳥羽高等学校を経て日本大学文理学部体育学科に入学した。日本大学在学中の2014年に世界ジュニア選手権で日本人初優勝した。大学卒業後は自衛隊体育学校に所属し、2021年7月現在は2等陸尉。
2017年12月に全日本フェンシング選手権大会で初優勝した。
インドネシアのジャカルタで開催された2018年アジア競技大会の男子エペ団体に、加納虹輝・宇山賢・見延和靖と出場して金メダルを獲得した。
2019年6月にアジア選手権で金メダルを獲得した。2020年ワールドカップグランプリ大会に出場しシニアの国際大会で初優勝した。
2021年7月、新型コロナウイルス感染症の世界的流行の影響で1年遅れて開催された2020年東京オリンピックのフェンシング競技男子エペ団体に、加納・宇山・見延と出場して金メダルを獲得した。また、同五輪の個人では6位に入賞した。9月12日に国際フェンシング連盟の男子エペ個人ランキングで世界1位になった。11月2日に紫綬褒章を受章した。12月23日に自衛隊を退職し、翌24日にポリバレント株式会社とマネジメント契約を結んだことをTwitterで発表した。
2022年1月1日から株式会社山一商事の所属となった。7月にエジプトのカイロで開催されたフェンシング世界選手権の男子エペ団体に、加納・見延・松本龍と出場して銅メダルを獲得した。
2023年9月、新型コロナウイルス感染症の世界的流行の影響で1年遅れて開催された2022年アジア競技大会の男子エペ団体に、加納・松本・古俣聖と出場して2大会連続の金メダルを獲得した。
同年12月、カナダのバンクーバーで開催された男子エペのワールドカップの団体に、加納・見延・松本と出場して金メダルを獲得した。
2024年8月、パリオリンピック男子エペ団体に加納・見延・古俣と出場して銀メダルを獲得した。また、同五輪の個人では準々決勝まで進出した。同年9月の全日本選手権で5年ぶり3度目の優勝を果たした。
2025年4月、公益財団法人佐賀県スポーツ協会のプロジェクトである「Team SAGA SPORT PYRAMID（Team SSP）」の所属となった。
同年7月、ジョージアのトビリシで開催されたフェンシング世界選手権に出場した。男子エペ個人では準決勝で加納に敗れたが3位となり、世界選手権で自身初となる個人メダルを獲得した。また、団体は加納・古俣・浅海聖哉と出場して、世界選手権のこの種目で日本初となる金メダルを獲得した。

## 人物
姉のあゆみと妻の里衣もそれぞれ、全日本優勝経験がある元エペ選手である。
東京オリンピック フェンシング 男子エペ団体において金メダルを獲得した功績をたたえ、2021年11月1日、三重県鳥羽市の鳥羽ショッピングプラザハロー正面出入口側に記念のゴールドポスト（第5号）が設置された（ゴールドポストプロジェクト）。